# 巴利達
巴利達是索馬利亞的一個沿海城鎮，位於該國東北方的巴里州阿魯拉區，其中巴里區屬邦特蘭自治政府所管轄。

## 地理位置
巴利達位於11°52′14.52″N 51°3′29.17″E / 11.8707000°N 51.0581028°E，面向亞丁灣及瓜達富伊海峽，距離非洲大陸最東點瓜達富伊角約12浬，距離阿魯拉區首府阿魯拉 (索馬利亞)約20浬。

## 教育
根據邦特蘭教育部的資料，Bereeda有1所小學。

## 外部鏈結
- 巴利達區在Google地圖上的位置 （页面存档备份，存于）